# La Divaza
Pedro Luis Joao Figueira Álvarez (sinh ngày 18 tháng 6 năm 1998), thường được biết đến với La Divaza, là một YouTuber người Venezuela. La Divaza là YouTuber thứ hai đã đạt hơn 1 triệu lượt đăng ký ở Venezuela sau Dross.

## Sự nghiệp

### YouTube
Álvarez đã tạo kênh LA DIVAZA vào ngày 9 tháng 12 năm 2012. Ngày 12 tháng 12 năm 2012, anh đã ra video đầu tiên của mình, PILOT.
Kênh anh đã đạt 100,000 lượt đăng ký vào năm 2015, 1,000,000 lựot đăng ký vào năm 2017.
Tính đến Tháng 8 năm 2018, kênh LA DIVAZA đã có 7.2 triệu lượt đăng ký và tổng cộng 469 lượt xem.